# رافيتوميات
الرافيتوميات (الاسم العلمي: Raphitomidae)، فصيلة حلزونات بحرية ذات أحجام صغيرة ومتوسطة القد، نتمي إلى الرخويات بطنقدميات البحرية والفصيلة العليا حلزوناوات مخروطية.